# Vladevtsi
Vladevtsi (en macédonien Владевци) est un village du sud-est de la Macédoine du Nord, situé dans la municipalité de Vasilevo. Le village comptait 684 habitants en 2002.

## Démographie
Lors du recensement de 2002, le village comptait :
- Macédoniens : 679
- Turcs : 3
- Autres : 2